# Apteroloma
Apteroloma — род жесткокрылых семейства агиртиды.

## Описание
Жуки небольших размеров. Внешне схожи с жужелицами. Голова без глазков. Переднеспинка может быть различной у различных видов, но лишена трёх ямок на основании. Надкрылья с девятью тонко пунктированными бороздками. Эдеагус не имеет парамер.

## Виды
Некоторые виды рода:
- Apteroloma harmandi (Portevin, 1903)
- Apteroloma plutenkoi Růžička & Schneider, 1995
- Apteroloma sillemi Jeannel, 1935
- Apteroloma turkestanicum (Semenov, 1893)